# 버디랜드의 친구들
《버디랜드의 친구들》은 매직 이미지((구) 매직영상)가 제작한 대한민국의 애니메이션으로, 2025년 6월 7일부터 KBS 1TV에서 방영 중이다.

## 방송 일시
| 방송 채널 | 방송일                    | 방송 시간        |
| --------- | ------------------------- | ---------------- |
| KBS 1TV   | 2025년 6월 7일 ~ 12월 6일 | 매주 토 오후 3시 |

## 등장 인물
- 캐디(요크셔테리어)
- 미나(보스턴테리어)
- 마크(슈나우저)
- 리나(푸들)
- 하마(치와와)
- 바루(닥스훈트)
- 이장님(삽살개)
- 이글(독수리)
- 타이거 우주(호랑이)
- 타이거 우주의 매니저(생쥐)

## 목소리 출연
- 정해은: 캐디
- 김소희: 미나
- 이선호: 리나
- 이동훈: 마크

## OST
김은설 아티스트

## 제작진
- 이태헌 책임 프로듀서
- 황응구 전홍덕 양선주 프로듀서
- 이지희 (시나리오, 각본)
- 문지현, 윤다슬 캐릭터 디자인/스토리보드
- 안형록 자문
- 이정은, 안영란 배경디자인
- 최돈일 아트디렉터
- 지유나 애니메이션 감독
- 매직 이미지 애니메이션 제작
- 지유나, 송문정, 장인선 원화
- 정은진, 오은숙, 이진아 동화
- 이정혜, 홍혜연 디지털채색
- 양정기 영상편집/디지털촬영
- 전홍덕 타이틀디자인
- 리리모션 스튜디오 켈리그라피
- 조혜은 음악/효과/믹싱
- 김나경 작사
- 김은설 작곡
- 정상빈, KBS 미디어 홈페이지 제작
- 김수애 종합편집
- 황은서 자막디자인
- 차한결 조연출
- 황은구 연출
- KBS 기획
- 매직 이미지 제작
- 2025 ~ Magic Image All rights reserved.

## 방영 목록
| 화차 | 주제                       | 방송 일자       |
| ---- | -------------------------- | --------------- |
| 1화  | 버디랜드의 친구들          | 2025년 6월 7일  |
| 2화  | 최고의 골프타운            | 2025년 6월 14일 |
| 3화  | 골프가 뭘까요              | 2025년 6월 21일 |
| 4화  | 어메이징 홀인원            | 2025년 6월 28일 |
| 5화  | 미나를 돌려주세요          | 2025년 7월 5일  |
| 6화  | 버디 콘테스트              | 2025년 7월 12일 |
| 7화  | 과거의 흔적                | 2025년 7월 26일 |
| 8화  | 우주와 이글의 대결         | 2025년 8월 2일  |
| 9화  | 전기가 필요해              | 2025년 8월 9일  |
| 10화 | 자급자족 버디랜드의 친구들 | 2025년 8월 16일 |
| 11화 | 우리는 골프 공동채         | 2025년 8월 23일 |
| 12화 | 스트로베리를 위하여        | 2025년 8월 30일 |

## 결방 및 편성안내
- 2025년 7월 19일: KBS 뉴스특보 남부지방 집중호우 및 네트워크기획 청주기억, 이슈 픽 쌤과 함께 스페셜의 관계로 인해 결방했다.
- 2025년 7월 26일: KBS 뉴스특보 중부지방 폭염으로 관계로 인해 3시 10분에 방송했다.